# Davide Leonardo Seppi
Davide Leonardo Seppi (2 aprile 2002) è uno sciatore alpino italiano.

## Biografia
Specialista delle prove tecniche originario di Cavalese e attivo dal novembre del 2018, Seppi ha esordito in Coppa Europa il 18 dicembre 2020 in Val di Fassa in slalom speciale, senza completare la prova, e ai Mondiali juniores di Sankt Anton am Arlberg 2023 ha vinto la medaglia d'argento nella gara a squadre; non ha debuttato in Coppa del Mondo e non ha preso parte a rassegne olimpiche o iridate.

## Palmarès

### Mondiali juniores
- 1 medaglia:
  - 1 argento (gara a squadre a Sankt Anton am Arlberg 2023)

### Coppa Europa
- Miglior piazzamento in classifica generale: 134º nel 2025

### Campionati italiani
- 1 medaglia:
  - 1 argento (slalom gigante nel 2025)